# یواس‌اس اسرائیل (دی‌دی-۹۸)
یواس‌اس اسرائیل (دی‌دی-۹۸) (به انگلیسی: USS Israel (DD-98)) یک کشتی بود که طول آن ۹۵٫۸۳ متر (۳۱۴٫۴ فوت) بود. این کشتی در سال ۱۹۱۸ ساخته شد.